# Bundesverband Lebensrecht
Der Bundesverband Lebensrecht (BVL) ist ein 2001 gegründeter Zusammenschluss deutscher Lebensrechtsgruppen mit Sitz in Berlin. Hauptaktivität des Vereins ist die Organisation des jährlich stattfindenden Marsches für das Leben in Berlin. Vorsitzende ist seit 2017 Alexandra Maria Linder.

## Vereinsziele und Tätigkeit
Ziel des Vereins ist laut Satzung das gemeinsame Eintreten „für den Schutz der Würde und des Lebensrechts ungeborener und geborener Menschen von der Zeugung bis zum natürlichen Tod.“ Basis der Zusammenarbeit seien die Menschenrechte und „die elementaren Grundrechte der Verfassung, in denen das biblisch-christliche Menschenbild seinen Ausdruck findet“.
Der BVL veranstaltet seit 2002 regelmäßig den „Marsch für das Leben“ in Berlin, zunächst unter dem Titel „1000 Kreuze für das Leben“. Diese Demonstration gilt als wichtigste öffentliche Aktionsform der Lebensrechtsbewegung in Deutschland.
Außerdem organisiert der BVL Weiterbildungen und Symposien und betreibt Lobby-Arbeit. Das Antifaschistische Pressearchiv und Bildungszentrum Berlin geht von einer „hervorragende[n] Vernetzung des BVL in die wichtigsten funktionstragenden Kreise der Politik und Kirche“ aus.
Nach Angaben des BVL würden in Deutschland unter Einbezug einer nach Angabe des BVL hohen Dunkelziffer werktäglich 1000 Schwangerschaftsabbrüche vorgenommen. Diese Zahl ist in der Lebensrechtsbewegung symbolisch aufgeladen. So führt der Bundesverband Lebensrecht bei dem Marsch für das Leben 1000 Kreuze mit, die die Abtreibungen symbolisieren sollen. Die Daten des Statistischen Bundesamtes liegen weit darunter. So wurden 2023 rund 106.000, das heißt etwa 460 Schwangerschaftsabbrüche pro Werktag gemeldet.

## Geschichte
Der Verband wurde 1988 zunächst als „Kölner-Kontakt-Kreis“ gegründet, 1991 in „Kontakt-Stelle Lebensrecht“ und 1994 trug in „Arbeitsgemeinschaft Lebensrecht“ umbenannt worden, bevor im Jahr 2001 die Vereinsgründung als „Bundesverband Lebensrecht e. V.“ erfolgte. Gründungsvorsitzende (2001–2009) war die Ärztin Claudia Kaminski, die den Verband bis 2009 leitete und bis 2016 insgesamt 20 Jahre Vorsitzende der Aktion Lebensrecht für Alle war. Claudia Kaminski gründete den BVL gemeinsam mit Johanna Gräfin von Westphalen, Hartmut Steeb u. a. Nachfolger wurde 2009 der Journalist Martin Lohmann, der den Verband bis 2017 anführte. Seit 2017 ist Alexandra Maria Linder Vorsitzende.

## Vorstand
Der Vorstand besteht aus:
- Alexandra Maria Linder (Vorsitzende)
- Paul Cullen (Stellvertretender Vorsitzender, Vorsitzender des Vereins „Ärzte für das Leben“.)
- Elisa Ahrens (Stiftungsmanagerin bei der „Stiftung Ja zum Leben“)
- Susanne Wenzel (Bundesvorsitzende der Christdemokraten für das Leben)
- Dr. Georg Dietlein (Im „Vorstand der Juristen-Vereinigung Lebensrecht e. V.“)
- Andreas Düren (Im Vorstand „sundaysforlife e. V.“)
- Albrecht Weißbach (Geschäftsführer des Vereins „Kooperative Arbeit Leben Ehrfürchtig Bewahren“ – KALEB e. V.)

## Mitgliedsverbände
2022 sind 16 Organisationen im BVL organisiert:
- Ärztevereinigung St. Lukas e. V., Essen
- Aktion Lebensrecht für Alle e. V. (ALfA), Augsburg
- Ärzte für das Leben e. V., Marktoberdorf
- Christdemokraten für das Leben e. V. (CDL), Münster
- Durchblick e. V., Östringen
- Europäische Ärzteaktion in den deutschsprachigen Ländern e. V., Salzburg
- Institut für Ethik & Werte, Gießen
- Juristen-Vereinigung Lebensrecht e. V. (JVL), Köln
- Kooperative Arbeit Leben Ehrfürchtig Bewahren e. V. (KALEB), Berlin
- Lebensrecht Sachsen e. V., Zwönitz
- Pro Conscientia e. V., Heidelberg
- Rahel e. V. – Erfahrungen nach Abtreibung, Rheinstetten
- Stiftung Ja zum Leben, Meschede
- sundaysforlife e. V., Augsburg[14]
- Treffen Christlicher Lebensrecht-Gruppen e. V. (TCLG), Stuttgart
- Weißes Kreuz e. V., Kassel

Ehemalige Mitglieder:
- Arbeitskreis Lebensrecht und Familie, AUF – Partei für Arbeit, Umwelt und Familie, Christen für Deutschland, Berlin[15] (im März 2015 mit der Partei Bibeltreuer Christen zum Bündnis C – Christen für Deutschland fusioniert)
- pro mundis e. V., Bonn

## Kritik
Im Oktober 2010 veröffentlichten 30 Organisationen – darunter der Bundesverband von pro familia, die Giordano-Bruno-Stiftung und der Humanistische Verband Deutschlands – einen offenen Brief an die Mitglieder des deutschen Bundestages, in dem sie sich gegen die Unterstützung des Bundesverbandes Lebensrecht durch Annette Schavan, Karl-Theodor zu Guttenberg, Peter Müller und weitere prominente Mitglieder der CDU und CSU aussprachen. Bei den Teilnehmern des Marsches für das Leben handle es sich ihrer Ansicht nach um Abtreibungsgegner mit einem „fundamentalistisch-christlichen Weltbild“, die das Ziel des ausnahmslosen Verbots von Schwangerschaftsabbrüchen verträten, „auch bei Schwangerschaften, die durch Vergewaltigung und Inzest ausgelöst wurden oder die Gesundheit der Frau beeinträchtigen“. Die Ziele des Verbandes seien „zutiefst undemokratisch“, so die Verfasser. Zudem unterhalte er „offenkundig Kontakte zu rechtsextremen Organen“, zu denen nach Auffassung der Unterzeichner die Wochenzeitung Junge Freiheit zähle. Kritik an den jährlichen Demonstrationen übten auch verschiedene Politiker von Bündnis 90/Die Grünen, u. a. Monika Lazar. Gegen diese Ansichten spricht aber, dass die BVL-Mitgliedsorganisation „Aktion Lebensrecht für Alle e. V.“ (ALfA) aktiv den Marsch für das Leben bewirbt und dort mitwirkt. Die ALfA setzt sich hingegen sehr differenziert mit Schwangerschaftsabbrüchen in Ausnahmesituationen, wie nach einer Vergewaltigung, der nicht gegebenen Lebensfähigkeit des Ungeborenen und lebensbedrohlichen Umständen der Schwangeren auseinander.
Die Juristin und Geschäftsführerin des Familienplanungszentrums Balance in Berlin, Sybill Schulz, führt das Erstarken der Abtreibungsgegner auf das Zurückdrängen der sexuellen Selbstbestimmung zurück. Zudem gebe es wieder ein starkes Gefühl von Schuld unter den Frauen, wenn sie ungewollt schwanger würden. Die Märsche in verschiedenen Großstädten Deutschlands bezeichnet Schulz als „kampagnenartiges radikales Vorgehen“. Die BVL-Vorsitzende, Alexandra Maria Linder, spricht hingegen im Kontext von pränatalen Bluttests, Leihmutterschaft und Spätabtreibungen von extremistischen Reaktionen und Forderungen, die durch eine Mischung aus falsch verstandenem Feminismus und „moderner“, rücksichtsloser Selbstverwirklichung begründet seien.
Die Journalisten Oda Lambrecht und Christian Baars berichten in ihrem Buch „Mission Gottesreich: fundamentalistische Christen in Deutschland“ von der Gegendemonstration „Smash §218 – Gegen christlichen Fundamentalismus“ zum „Marsch für das Leben“, der vom BVL organisiert wird und zitieren in diesem Zusammenhang eine Sprecherin des Vereins Pro Familia. Die Politikwissenschaftler Astrid Bötticher und Miroslav Mareš ordnen den BVL dem religiösen Extremismus zu. Dagegen spricht allerdings eine Stellungnahme des Vereins zu einem Farbangriff auf eine Berliner Kirche, in der Homophobie, Antisemitismus und Frauenfeindlichkeit verurteilt werden mit den Worten: „Denn all das verbietet sich von selbst, wenn man das Christentum ernstnimmt und kennt.“ Alexandra Maria Linder, die Vorsitzende des BVL, äußerte in einem Interview nach dem Vorwurf des christlichen Fundamentalismus beim „Marsch für das Leben“ gefragt, dass sie dies als Versuch sehe, durch Totschlagdiffamierung das ganze zu diskreditieren. Sie führt den hohen Anteil christlicher Mitglieder in der Lebensrechtsbewegungen darauf zurück, dass es typisch für Christen sei, sich besonders für die Unschuldigen und Schwachen einzusetzen und spricht in diesem Zusammenhang von einem „Lebensrechtsgen“, dass Christen naturgemäß inne hätten. Ferner sei laut Linder die Verwendung weißer Holzkreuze beim Schweigemarsch keine christlich fundamentalistische Drohbotschaft, sondern solle an die nicht vorhandenen Gräber von Millionen von Kindern erinnern, was nach ihrer Einschätzung in einer säkularisierten Welt aber womöglich schwer zu vermitteln sei.